# Tanja Ribič
Tanja Ribič (Trbovlje, Yugoslavia, actual Eslovenia; 28 de junio de 1968) es una cantante y actriz eslovena. Representó a su país en el Festival de la Canción de Eurovisión 1997 con la canción "Zbudi se". 

## Eurovisión
En 1997, Tanja participó en el programa EMA con la intención de representar a su país en el Festival de Eurovisión. Finalmente, se alzó con la victoria con su canción "Zbudi se" ("Despierta") lo que le dio el derecho de participar en el certamen celebrado en la ciudad de Dublín, Irlanda el 3 de mayo.
En el festival, Tanja finalizó en el 10° lugar con 60 puntos.

## Vida personal
Tanja está casada con el actor y director de cine, Branko Đurić.
| Predecesor: "Dan najlepših sanj" Regina | Eslovenia en el Festival de Eurovisión 1997 | Sucesor: "Naj bogovi slišijo" Vili Resnik |